# Cnemalobus
Cnemalobus is een geslacht van kevers uit de familie van de loopkevers (Carabidae). De wetenschappelijke naam van het geslacht is voor het eerst geldig gepubliceerd in 1838 door Guerin-Meneville.

## Soorten
Het geslacht Cnemalobus omvat de volgende soorten:
- Cnemalobus araucanus Germain, 1901
- Cnemalobus bruchi Roig-Junient, 1993
- Cnemalobus coerulescens (Chaudoir, 1861)
- Cnemalobus convexus Germain, 1901
- Cnemalobus coquimbanus Roig-Junient, 2002
- Cnemalobus curtisii (G.R.Waterhouse, 1841)
- Cnemalobus cyaneus (Brulle, 1834)
- Cnemalobus cyathicollis (Solier, 1849)
- Cnemalobus cylindricus Roig-Junient, 1994
- Cnemalobus deplanatus Roig-Junient, 1993
- Cnemalobus desmarestii (Guerin-Meneville, 1838)
- Cnemalobus diamante Roig-Junient & Ruiz-Manzanos, 2007
- Cnemalobus gayi Putzeys, 1868
- Cnemalobus gentilii Roig-Junient, 2002
- Cnemalobus germaini Putzeys, 1868
- Cnemalobus hirsutus Lagos & Roig-Junient, 1997
- Cnemalobus litoralis Roig-Junient, 1993
- Cnemalobus mapuche Roig-Junient, 2002
- Cnemalobus mendozensis Roig-Junient, 1993
- Cnemalobus montanus Roig-Junient, 1994
- Cnemalobus neuquensis Roig-Junient, 1993
- Cnemalobus nevado Roig-Junient & Cararra, 2007
- Cnemalobus nuria Roig-Junient, 1994
- Cnemalobus obscurus (Brulle, 1834)
- Cnemalobus pampensis Putzeys, 1868
- Cnemalobus pegnai (Negre, 1973)
- Cnemalobus piceus Roig-Junient, 1994
- Cnemalobus plicicollis (Fairmaire, 1884)
- Cnemalobus pulchellus Roig-Junient, 1994
- Cnemalobus reichardti Roig-Junient, 1994
- Cnemalobus somuncura Roig-Junient & Agrain, 2007
- Cnemalobus striatipennis Roig-Junient, 1994
- Cnemalobus striatus Guerin-Meneville, 1838
- Cnemalobus substriatus (G.R.Waterhouse, 1841)
- Cnemalobus sulcatus (Chaudoir, 1854)
- Cnemalobus sulcifer Philippi, 1864
- Cnemalobus troll Roig-Junient & Sackmann, 2007
- Cnemalobus tupungatensis Roig-Junient, 2002